# Linda Bolder
Linda Bolder (ur. 3 lipca 1988) – holenderska judoczka, wicemistrzyni Europy. Od 2005 roku reprezentuje Izrael.
Startuje w kategorii wagowej do 70 kg. Srebrna medalistka mistrzostw Europy w 2013 roku, w finałowym pojedynku uległa swojej rodaczce Kim Polling.